# GMG Airlines
GMG Airlines fue una aerolínea con base en Daca, Bangladés. Se trataba de una filial perteneciente a GMG Group of Companies. Era la mayor y principal aerolínea privada de vuelos de cabotaje, regionales e internacionales de Bangladés. Su base de operaciones principal era el Aeropuerto Internacional Zia, Daca, y el Aeropuerto Internacional Shah Amanat, Chittagong. El 17 de junio de 2009, Beximco Group compró un cincuenta por ciento de las acciones de GMG Airlines e inyectó suficiente efectivo en la mayor aerolínea privada de pasajeros de Bangladés.
El 28 de marzo de 2012, GMG anunció la suspensión de las operaciones a la espera de la adquisición de una nueva flota. Esperaba reanudar las operaciones más adelante.

## Historia
La aerolínea fue fundada en 1997 y comenzó a operar el 6 de abril de 1998. Es propiedad del conglomerado industrial GMG Group. Comenzó efectuando vuelos de cabotaje e inició los vuelos internacionales el 8 de septiembre de 2004, con un vuelo desde Chittagong a Calcuta. De este modo se convirtió en la primera aerolínea privada Bangladeshi en efectuar vuelos internacionales.
GMG comenzó sus vuelos regulares internacionales a Bangkok, Delhi, y Katmandú el 20 de octubre de 2006. Inició sus servicios a Kuala Lumpur el 24 de enero de 2007. La aerolínea inició sus vuelos regulares a Oriente Medio con vuelos diarios a Dubái el 1 de febrero de 2008.
El 28 de marzo de 2012, GMG anunció la suspensión de las operaciones a la espera de la adquisición de una nueva flota. Esperaba reanudar las operaciones más adelante.

## Destinos
GMG Airlines operaba vuelos a los siguientes destinos (en agosto de 2009):
- Bangladés
  - Chittagong (Aeropuerto Internacional Shah Amanat)
  - Cox's Bazar (Aeropuerto de Cox's Bazar)
  - Daca (Aeropuerto Internacional Zia) HUB
  - Jessore (Aeropuerto de Jessore)
  - Sylhet (Aeropuerto Internacional Osmani)

- India
  - Nueva Delhi (Aeropuerto Internacional Indira Gandhi)
  - Calcuta (Aeropuerto Internacional Netaji Subhash Chandra Bose)

- Malasia
  - Kuala Lumpur (Aeropuerto Internacional de Kuala Lumpur)

- Nepal
  - Katmandú (Aeropuerto Internacional Tribhuvan)

- Pakistán
  - Karachi (Aeropuerto Internacional Jinnah)

- Tailandia
  - Bangkok (Aeropuerto Suvarnabhumi)

- Emiratos Árabes Unidos
  - Dubái (Aeropuerto Internacional de Dubái)
  - Abu Dhabi

## Librea
El cuerpo principal de los aviones era blanco. La panza, y una pequeña parte del lateral es azul con franjas amarillas. La cola era azul oscura con el emblema del Ciervo Dorado. Próximo al logo de GMG Airlines, se encuentra el enlace a la página web de GMG Airlines (www.gmgairlines.com)

## Flota
La flota de GMG Airlines incluía los siguientes aviones (3 de marzo de 2012):